# Arsos
Arsos es un pueblo perteneciente al distrito de Limasol, Chipre.

## Historia
Arsos ha sido un pueblo vitivinícola durante siglos. Era famoso por sus viñedos en el siglo XVI; los registros del censo otomano de 1572 sugieren que el pueblo ya tenía una larga tradición vitivinícola en el período veneciano. A finales del siglo XVI, también era el único centro comercial en la Nahiya de Avdimou, en el que estuvo administrativamente ubicado durante el dominio otomano; el pueblo celebraba un mercado una vez por semana. En el censo de 1572 se registró que tenía una población enteramente cristiana de 250 hogares y 26 solteros. Era, por tanto, el pueblo más grande de la región y el segundo más rico (pagaba 22 394 akçe cada año), ya que pagaba menos impuestos que Pano Avdimou. Con su tamaño relativamente grande, Arsos se subdividió en cuatro barrios: Agios Apostol, Agios Androniko, Agios Pereshkoga y Agios Philippos, según lo transcrito de los registros otomanos. El nombre mismo de Arsos fue registrado como Archu. Bajo la administración otomana, el pueblo obtenía sus ingresos del cultivo de cereales y, con la prohibición de la elaboración de vino, los viñedos producían y vendían jugo de uva; de hecho, Arsos era el mayor productor de jugo de uva de la región.

## Superficie
Cuenta con una superficie de 10,45 kilómetros cuadrados.

## Demografía
Hasta 2021 la población era de 179 habitantes, con una densidad de población de 17,12 habitantes por kilómetro cuadrado.
| Gráfica de evolución demográfica de Arsos entre 1976 y 2021                          |
|                                                                                      |
| Datos según Population statistics of Eastern Europe & former USSR y City Population. |